# Casa Fita
Casa Fita és un habitatge del municipi de Figueres (Alt Empordà) inclòs en l'Inventari del Patrimoni Arquitectònic de Catalunya.

## Descripció
Edifici situat a davant de la Plaça del Gra. Edifici entre mitgeres de planta baixa i dos pisos, amb façana a dos carrers. D'estil noucentista, presenta una abundància de detalls d'ofici, entre els quals destaquen els esgrafiats.
La façana del Carrer de la Rutlla consta, a la planta baixa, de portal enreixat per a local comercial i porta d'entrada allindanada amb decoració floral i grans mènsules que suporten el balcó del primer pis, al costat del qual hi ha una tribuna amb columnes i mènsules que sostenen el balcó del segon pis. En aquest segon pis trobem tres finestres, dues de les quals formant un únic balcó. En el ràfec es repeteixen les grans mènsules. La façana es corona per una barana amb balustrada al terrat amb hídries a les puntes. Tota la façana presenta esgrafiats de motius geomètrics.
La façana del Carrer Concepció presenta quatre portalades d'arc de mig punt, que en l'actualitat s'utilitzen com a locals comercials. En els dos pisos, alineació de quatre balcons cadascun ordenats per esgrafiats en vertical, de representació femenina d'estil. Cornisa sostinguda per mènsules i teulada a 1 vessant.